# パテ・オ・ポメ・ドゥ・テール
パテ・オ・ポメ・ドゥ・テール(Pâté aux pommes de terre)は、フランス中央部のサントル＝ヴァル・ド・ロワール地域圏、リムーザン地域圏及びアリエ県の名物料理である。副食または主菜として提供される。今日では、しばしばグリーンサラダとともに食べられる。主な材料は、薄切りのジャガイモとクレームフレーシュであり、これらをパフペストリーの皮に詰めて、きつね色になるまでオーブンで焼く。
パテ・オ・ポメ・ドゥ・テールには様々な作り方があり、味付けも家庭によって違う。アリエ県では、パセリやタマネギが良く用いられ、リムーザン地域圏、オート＝ヴィエンヌ県、クルーズ県ではニンニクと肉が良く用いられる。
19世紀にフランス内でジャガイモの利用が広がり始めるまでは、この料理は残ったパン生地と刻みニンニク、平葉パセリ、脂肪の多いベーコンを使って作られた。